# بوب روبرتس (سياسي)
بوب روبرتس (بالإنجليزية: Bob Roberts)‏ هو سياسي أسترالي، ولد في 21 سبتمبر 1952. حزبياً، نشط في حزب العمال الأسترالي. وقد انتخب عضو الجمعية التشريعية نيو ساوث ويلز.